# 博道
博道，是匈牙利巴兰尼亚州所辖的一个村。总面积15.42平方公里，总人口456，人口密度29.6人/平方公里（2011年1月1日）。